# Jeden przeciw wszystkim
Jeden przeciw wszystkim – amerykański western komediowy z 1958 roku.

## Obsada
- Glenn Ford – Jason Sweet
- Shirley MacLaine – Dell Payton
- Leslie Nielsen – Pułkownik Stephen Bedford/Johnny Bledsoe
- Mickey Shaughnessy – Jumbo McCall
- Edgar Buchanan – Milt Masters
- Willis Bouchey – Frank Payton
- Pernell Roberts – Chocktaw Neal
- Slim Pickens – Marshal
- Robert Buzz Henry – Red
- Pedro Gonzalez Gonzalez – Angelo

## Nagrody i nominacje
Oscary za rok 1958
- Najlepszy scenariusz oryginalny – William Bowers, James Edward Grant (nominacja)

Nagrody BAFTA 1958
- Najlepszy film z jakiegokolwiek źródła (nominacja)
- Najlepszy aktor zagraniczny – Glenn Ford (nominacja)